# New York Movie
New York Movie és una pintura a l'oli sobre tela del pintor estatunidenc Edward Hopper. La pintura va començar el desembre de 1938 i va acabar el gener de 1939. Mesurant 32 1/4 x 40 1/8", New York Movie representa un cinema gairebé buit ocupat amb uns pocs espectadors dispersos i una acomodadora pensiva perduda en els seus pensaments. Elogiada per la seva brillant representació de múltiples fonts de llum, New York Movie és una de les obres més reeixides de Hopper. Malgrat el fet que la pel·lícula en la pintura no és coneguda, l'esposa i companya pintora d'Hopper Josephine Hopper va escriure en les seves notes sobre  New York Movie que la imatge representa fragments de muntanyes cobertes de neu.

## Inspiració
New York Movie és una pintura composta, és a dir, combina diverses fonts separades en una sola obra. Com va fer per a molts dels seus quadres, Josephine Hopper, una pintora famosa per dret propi durant anys abans del seu matrimoni amb Hopper, va servir de musa per a New York Movie, després d'haver posat sota una làmpada al vestíbul del seu apartament. I com amb moltes de les seves altres obres, Hopper no va intentar pintar-la amb cap atractiu sexual evident, ja que esperava amb el seu treball pintar dones amb total honestedat cap a la seva situació, tant exterior com interior. Alguns afirmen que New York Movie és una contrapartida d’El bar del Folies Bergère d'Édouard Manet, amb l'acomodadora com una representació moderna de la cambrera.
Tot i que el teatre representat a New York Movie està totalment dissenyat per ell, es va inspirar en el Palace Theatre (Nova York), el Lunt-Fontanne Theatre (aleshores conegut com a Globe Theatre), el Republic Theatre (ara conegut com a New Victory Theatre) i el Strand Theatre (Manhattan), més de cinquanta esbossos dels teatres abans de començar el projecte. Hopper estava fascinat pel cinema, i es diu que, quan experimentava un bloqueig creatiu, es quedava tot el dia al teatre. Malgrat la seva fascinació pel cinema, New York Movie representa un aïllament i una malenconia, tot i que els cinemes d'aleshores atreien milers de persones. A més, alguns crítics argumenten que l'acomodadora es perd en la seva imaginació només com a resultat de la seva separació de la pel·lícula que es reprodueix actualment, una jugada contra el públic de l'època, i que la seva separació genera simpatia entre l'espectador. Altres afirmen que New York Movie i altres quadres de la vida de la ciutat són l'oda de Hopper a la calidesa i la resistència de l'esperit humà enmig de l'existència deshumanitzadora que és la vida de masses. Hopper també es va inspirar en Edgar Degas —en concret Interior— pel que fa a la composició de la il·luminació i al caràcter nocturn general de l'obra.

## Història de l'exposició
New York Movie s'ha penjat tant al Museu d'Art Modern de Nova York com al Museu Whitney d'Art Americà com a part de diverses grans exposicions d'Edward Hopper sota la cura de la comissària Gail Levin. "Edward Hopper: The Art and the Artist" va ser una exposició del treball de l'artista, inclosa New York Movie, que va començar a la Whitney i va viatjar a la Hayward Gallery de Londres, el Stedelijk Museum Amsterdam, la Städtische Kunsthalle de Düsseldorf, l'Institut d'Art de Chicago i el Museu d'Art Modern de San Francisco. New York Movie també s'ha inclòs a les retrospectives d'Edward Hopper al Whitney, l'Art Institute of Chicago, el Detroit Institute of Arts i el Museu d'Art de Saint Louis.
A través d'una donació anònima, "New York Movie" es troba actualment penjada a les galeries Alfred H. Barr, Jr. del Museu d'Art Modern.

## En la cultura popular
New York Movie ha tingut una influència tant en l'àmbit de la poesia com del cinema.
Pel que fa a la poesia, una sèrie de poetes han utilitzat l'entreteniment de la representació de Hopper i la naturalesa reflexiva de l'acomodadora per a les seves pròpies obres. El poeta nord-americà Joseph Stanton va escriure un poema titulat "New York Movie d'Edward Hopper" a la seva col·lecció de poesia Imaginary Museum: Poems on Art. Gerald Locklin, poeta anglès i professor a la Universitat Estatal de Califòrnia, també va escriure un poema titulat "Edward Hopper; New York Movie, 1939. Més recentment, el poeta Jacks DeWitt va publicar un poema el 2012 titulat Hopper: New York Movie
La pintura es destaca específicament per les seves ombres i l'ús de la il·luminació, i, com moltes de les seves obres, se suggereix que New York Movie sigui una inspiració per a moltes pel·lícules de cinema negre i pel·lícules que representen l'aïllament femení. Sam Mendes fa referència específicament a New York Movie d'Edward Hopper en el seu rodatge de Road to Perdition, assenyalant que la il·luminació de l'escena és una font de poesia dins del quadre i afirmant que la solitud i la desolació que resulta de l'obscuritat parcial del seu rostre era una inspiració per a la pel·lícula. Fat City (1972) va ser una altra pel·lícula influenciada per New York Movie, ja que el dissenyador de producció Richard Sylbert va utilitzar la pintura, juntament amb Nighthawks, per a l'esquema de colors de la pel·lícula.